# Giovanni Andrea Angelini Bontempi
Giovanni Andrea Angelini Bontempi (Perusa, 1624 – Brufa, 1 de juliol de 1705) fou un compositor i cantant italià.
Restant al servei del marcgravi de Brandenburg estrenà a Dresden el 1662 la seva òpera Paride.
Va escriure: Nova quator vocibus componendi nethodus (Dresden, 1660); Tractatus (Bolonya, 1690); Historia música (Perusa, 1695).